# محمد احمد بشیر
محمد احمد بشیر (انگلیسی: Mohamed Ahmed Bashir؛ زادهٔ ۲۳ مهٔ ۱۹۸۷) بازیکن فوتبال اهل سودان است.
از باشگاه‌هایی که در آن بازی کرده‌است می‌توان به باشگاه فوتبال الوحده عربستان سعودی اشاره کرد.
وی همچنین در تیم ملی فوتبال سودان بازی کرده‌است.